# ۱۷۴۷ (میلادی)
۱۷۴۷ (میلادی) هزار و هفتصد و چهل و هفتمین سال تقویم میلادی است.

## رویدادها
- نادر شاه افشار، در فتح‌آباد قوچان در ایران، به‌دست تنی چند از افسران خود، به‌قتل رسید.

## زادگان
- ۱۹ ژانویه – یوهان الرت بوده، ستاره‌شناس آلمانی (د. ۱۸۲۶)
- ۶ ژوئیه – جان پل جونز، دیپلمات آمریکایی (د. ۱۷۹۲)
- ۳۱ دسامبر – گوتفرید آوگوست بورگر، نویسنده و شاعر آلمانی (د. ۱۷۹۴)

## درگذشتگان
- ۲۸ مه – لوک دو کلاپیر، مارکی دو ووونارگ، نویسنده فرانسوی (ز. ۱۷۱۵)
- ٢٠ژوئن- نادر شاه افشار پادشاه بزرگ ایران وآخرین جهان گشای شرق(ز. ١۶٨٨)